# العلاقات الغابونية الغيانية
العلاقات الغابونية الغيانية هي العلاقات الثنائية التي تجمع بين الغابون وغيانا.

## مقارنة بين البلدين
هذه مقارنة عامة ومرجعية للدولتين:
| وجه المقارنة                                              | الغابون                        | غيانا        |
| --------------------------------------------------------- | ------------------------------ | ------------ |
| المساحة (كم2)                                             | 267.67 ألف                     | 214.97 ألف   |
| عدد السكان (نسمة)                                         | 2.03 مليون                     | 777.86 ألف   |
| الكثافة السكانية (ن./كم²)                                 | 7.58                           | 3.62         |
| العاصمة                                                   | ليبرفيل                        | جورج تاون    |
| اللغة الرسمية                                             | لغة فرنسية                     | لغة إنجليزية |
| العملة                                                    | فرنك وسط أفريقي                | دولار غياني  |
| الناتج المحلي الإجمالي (بليون دولار)                      | 14.62 مليار                    | 3.68 مليار   |
| الناتج المحلي الإجمالي (تعادل القوة الشرائية) بليون دولار | 34.65 مليار                    | 5.77 مليار   |
| الناتج المحلي الإجمالي الاسمي للفرد دولار أمريكي          | 8.27 ألف                       | 4.13 ألف     |
| الناتج المحلي الإجمالي للفرد دولار أمريكي                 | 19.43 ألف                      |              |
| مؤشر التنمية البشرية                                      | 0.684                          |              |
| رمز المكالمات الدولي                                      | +241                           | +592         |
| رمز الإنترنت                                              | .ga                            | .gy          |
| المنطقة الزمنية                                           | ت ع م+01:00، توقيت غرب أفريقيا | 00           |

## منظمات دولية مشتركة
يشترك البلدان في عضوية مجموعة من المنظمات الدولية، منها:
| علم المنظمة | اسم المنظمة                                 | تاريخ انضمام الغابون | تاريخ انضمام غيانا |
| ----------- | ------------------------------------------- | -------------------- | ------------------ |
|             | يونسكو                                      | 16 نوفمبر 1960       | 21 مارس 1967       |
|             | مؤسسة التمويل الدولية                       | 20 أكتوبر 1970       | 4 يناير 1967       |
|             | المركز الدولي لتسوية المنازعات الاستشارية   | 14 أكتوبر 1966       | 10 أغسطس 1969      |
|             | منظمة حظر الأسلحة الكيميائية                | ?                    | ?                  |
|             | مؤسسة التنمية الدولية                       | 4 نوفمبر 1963        | 4 يناير 1967       |
|             | منظمة التجارة العالمية                      | ?                    | ?                  |
|             | وكالة ضمان الاستثمار متعدد الأطراف          | 26 مارس 2003         | 18 يناير 1989      |
|             | الاتحاد البريدي العالمي                     | ?                    | ?                  |
|             | الاتحاد الدولي للاتصالات                    | 28 ديسمبر 1960       | 8 مارس 1967        |
|             | منظمة الشرطة الجنائية الدولية               | ?                    | ?                  |
|             | الأمم المتحدة                               | 20 سبتمبر 1960       | 20 سبتمبر 1966     |
|             | البنك الدولي للإنشاء والتعمير               | 10 سبتمبر 1963       | 26 سبتمبر 1966     |
|             | مجموعة دول أفريقيا والكاريبي والمحيط الهادئ | ?                    | ?                  |

## وصلات خارجية
- موقع وزارة الخارجية الغيانية